# 통일진보위원회
통일진보위원회(오스만 튀르크어: إتحاد و ترقى جمیعتی 이티하드 베 테라키 케미예티)는 오스만 제국의 정당이다. 1889년 2월 6일 이스탄불에서 오스만 통일위원회(오스만 튀르크어: İttihad-ı Osmanî Cemiyeti)라는 비밀결사로 설립되었다. 바하에딘 샤키르가 양지 정당으로 변모시켰고, 1906년부터 1918년까지, 즉 오스만 제국의 붕괴기에 청년 튀르크당과 함께 행동했다. CUP 당원들을 서방세계에서는 대개 청년 튀르크라고 불렀으나, 오스만 제국 내부에서는 통일파라고 불렀다.
원래 오스만 제국의 개혁과 민주화를 주장하는 자유주의 세력으로 시작했고, 때문에 제국 정부에게 탄압받았다. CUP는 일본의 메이지 유신에 큰 영향을 받아 그것을 모범으로 삼았다. CUP의 목표는 일본이 그러했듯 고유 문화를 보존하면서 근대화에 성공하여 다시금 열강의 반열에 복귀하는 것이었다. 1908년 청년 튀르크당의 혁명으로 권력을 잡은 CUP는 내부적으로 분열이 극심해진 한편, 당의 과두 지도부인 삼파샤가 당의 실세이자 제국의 사실상 수반으로 군림했다.
제1차 세계대전 말엽 술탄 메흐메트 6세가 계엄령을 발동하여 대부분의 당원들이 체포, 투옥되었다. 살아남은 당원들은 터키 공화국 건국 이후인 1926년 무스타파 케말 아타튀르크 암살을 기도했다가 실패하여 모조리 처형되었다. 그 뒤 CUP의 명맥은 공화인민당 같은 정당들로 계승되었다.

## 같이 보기
- 케말주의
- 기독교 박해